# جنگ داخلی اتریش
جنگ داخلی اتریش که همچنین به عنوان قیام فوریه (آلمانی: Februarkämpfe) شناخته می‌شود، اصطلاحاً برای پانزده روز از تداخل بین سوسیالیست‌ها و ارتش اتریش، بین ۱۲ فوریه تا ۲۷ فوریه ۱۹۳۴ در اتریش استفاده می‌شود. درگیری‌ها در شهر لینز آغاز شد و عمدتاً در شهرهای وین، گراتس، بروک آندر مور، یودنبورگ، وینر نویشتات و اشتایر، اما همچنین در برخی از شهرهای صنعتی شرقی و مرکزی اتریش رخ داد.

## ریشه‌های درگیری
پس از فروپاشی امپراتوری اتریش-مجارستان (پس از جنگ جهانی اول)، جمهوری اول اتریش، که عمدتاً شامل بخش آلمانی زبان امپراتوری سابق بود، به عنوان یک دموکراسی پارلمانی تشکیل شد. دو حزب عمده در سیاست ملت جدید سلطه داشت: سوسیالیست‌ها (حزب کارگران سوسیال دموکرات و حزب سوسیال دموکرات) و محافظه کاران (حزب سوسیال مسیحی). سوسیالیست‌ها هواداران خود را در مناطق شهری طبقه کارگر شهر یافتند، در حالی که هواداران محافظه کاران جمعیت روستایی و اکثر طبقه‌های بالای جامعه را در بر می‌گرفتند. محافظه کاران همچنان همکاری نزدیکی با کلیسای کاتولیک رومی داشتند و می‌توانستند برخی از روحانیون برجسته را در میان هواداران خود قرار دهند.
مانند بسیاری از دموکراسی‌های نوظهور اروپایی، سیاست در اتریش به طعم بسیار ایدئولوژیک رسید. هر دو کمپ سوسیالیستی و محافظه کار نه تنها از احزاب سیاسی تشکیل شده بلکه دارای ساختارهای قدرت فراگیر، از جمله نیروهای شبه نظامی خود بودند. محافظه کاران در سالهای ۱۹۲۱–۱۹۲۳ سازماندهی نیروها شبه نظامی خود (به زبان آلمانی: Homeguard) را آغاز کردند؛ در پاسخ، سوسیال دموکرات‌ها بعد از سال یک۱۹۲۳ گروه مسلح به نام جمهوری اسکان زدگان (سوسیالیست‌های جمهوریخواه) تشکیل دادند. تغییرات و درگیری بین این نیروها (در تظاهرات سیاسی و غیره) اغلب رخ می‌داد.

### درگیری‌های ژوئیه
اولین حادثه مهم در اوایل سال ۱۹۲۷ اتفاق افتاد که چند نفر از اعضای جبهه جنگجویان هرمان هیلت ("اتحادیه جنبش مبارزه با مفاسد") که یک گروه شبه نظامی و همچنین گروهی از محافظه کاران بود به ضرب گلوله کشته شدند. در ماه ژوئیه سه متهم سوسیالیست در این مورد محکوم شدند، که منجر به خشم سوسیالیست‌ها شد. در ۱۵ ژوئیه ۱۹۲۷، یک اعتصاب عمومی از طرف سوسیالیست‌ها رخ داد و تظاهراتی در پایتخت صورت گرفت. در همین درگیری‌ها یک ایستگاه پلیس، به همراه نیروهای امنیتی شروع به تیراندازی به تظاهرکنندگان کردند. در مجموع، ۸۹ نفر (۸۵ نفر از آن‌ها تظاهرکنندگان بودند) در این قیام ماه ژوئیه جان خود را از دست دادند و صدها تن صدمه دیدند. به طرز شگفتآوری، خشونت به زودی کاهش یافت و جناحها نبرد خود را از خیابان‌ها به نهادهای سیاسی بردند.
با این حال، مصیبت‌های جمهوری اول اتریش در سال‌های بعد بدتر شد. رکود بزرگ نیز تأثیرات آن را در اتریش نشان داد، که منجر به بیکاری شدید و تورم عظیم شد. علاوه بر این، از سال ۱۹۳۳، آدولف هیتلر رئیس‌جمهور آلمان شد، که باعث شد هواداران ملی سوسیالیستی (که خواستار اتحاد آلمان با هیتلر بودند) دولت اتریش را از درون تهدید کنند.

## چگونگی آغاز درگیری‌ها
در ۴ مارس ۱۹۳۳، انگلبرت دلفوس، صدراعظم مسیحی، پارلمان اتریش را به حالت تعلیق درآورد. در یک رای‌گیری نزدیک (در مورد دستمزد کارگران راه‌آهن) در شورای ملی هر یک از سه سران پارلمان از پارلمان استعفا دادند تا رای دادن را برگزینند و هیچ‌کس به عنوان نماینده مجلس ننشیند. حتی اگر مقررات می‌توانستند این وضعیت را حل کنند، انگلبرت دلفوس از این فرصت استفاده کرد تا اعلام کند که پارلمان کار خود را متوقف کرده‌است و تمام تلاش‌ها برای بازگرداندن آن را مسدود کرد؛ بنابراین حزب سوسیال دموکرات، قدرت سیاسی خود را از دست داد.
در ۱۲ فوریه ۱۹۳۴ یک نیروی تحت رهبری فرمانده هیمور در وین، املاک متعلق به حزب سوسیال دموکرات را مورد جستجو قرار دادند، به آن‌ها تحمت دزدی اسناد مهم دولتی زدند و برخی از آن‌ها را دستگیر کردند. ریچارد برنشتاک، یکی از فرماندهان سوسیال دموکرات، اولین کسی بود که به‌طور فعال مقاومت و به این جستجو و دستگیری سوسیال دموکرات‌ها اعتراض کرد و باعث ایجاد اختلافات مسلحانه میان گروهی از پلیس، ژاندارمری و ارتش فدرال شد. درگیری‌های بین جمهوری اول اتریش و سوسیال دموکرات‌ها به شهرهای دیگر اتریش نیز راه یافت. پلیس و ارتش اتریش به سرعت در شهرهای اتریش موضع‌گیری کردند و معترظان را در ابتدا تنها با سلاح‌هایی (مانند گاز اشک آور) متفرق می‌ساختند. مبارزه همچنین در شهرهای صنعتی مانند اشتایر، زانکت پلتن، وایتس، اگنبرگ (گراس)، کاپفنبرگ، بروک آندر مور، ایبنزی و ورگل رخ داد.

اما پس از آن که در ۲۵ فوریه تمامی نیروهای مسلح اتریش از قبیل پلیس، ارتش اتریش، ارتش فدرال و نیروهای مسلح حزب وطن پرستان اتریش به سرکوب شدید سوسیال دموکرات‌ها و معترظان پرداختند دو روز بعد یعنی در ۲۷ فوریه جنگ داخلی اتریش به پایان رسید.

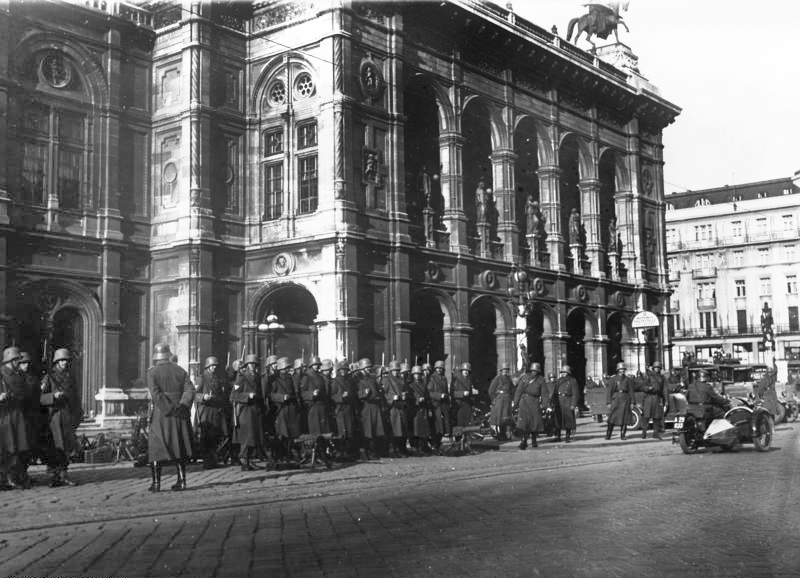
سربازان ارتش اتریش مستقر شده در خیابان‌های وین

## نتایج
چندین صد نفر (از جمله نیروهای مسلح، اعضای نیروهای امنیتی و غیرنظامیان) در درگیری‌های مسلحانه جان باخته‌اند. بیش از یک هزار نفر زخمی شدند. علاوه بر این، بیش از ۱۵۰۰ نفر دستگیر شدند. هم چنین سیاستمداران سوسیالیست دموکرات، مانند اتو بائر، به خارج از کشور تبعید شدند.

حوادث فوریه ۱۹۳۴ به عنوان بهانه‌ای از سوی دولت برای ممنوع کردن فعالیت حزب سوسیال دموکرات و اتحادیه‌های وابسته به آن مورد استفاده قرار گرفت. همچنین به علت حضور کمونیست‌ها در اعتراظات فوریه فعالیت آن‌ها نیز ممنوع اعلام شد. بدین ترتیب حزب وطن پرستان به تنها حزب فعال اتریش تبدیل شد.

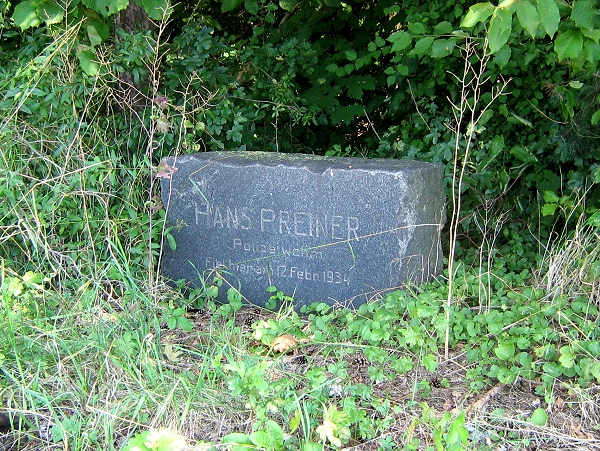
سنگ یادبود یک پلیس کشته شده در درگیری‌های لینتس